# 그 얼굴
《그 얼굴》은 1989년 5월 14일 MBC TV에서 방영된 베스트셀러극장이다.

## 줄거리
살인사건 드러날까 초조
무명 단역배우 유기수는 돋보이는 외모 덕택에 영화감독으로부터 스카웃되어 일약 스타덤에 오르게 된다.
그러나 유기수는 5년 전 사귀던 여자를 목졸라 죽인 전과가 있다.
자신의 얼굴이 알려지면서 사건당시 현장을 목격했던 문상도가 자신을 알아볼까 두려워지는데...

## 출연
- 박찬환
- 김청
- 이종남
- 차주옥
- 정대홍
- 양재성
- 송경철
- 양택조
- 장항선
- 김기복
- 신미아
- 김주명
- 이경아
- 김신희

| MBC 베스트셀러극장                 | MBC 베스트셀러극장          | MBC 베스트셀러극장         |
| 이전 작품                          | 작품명                      | 다음 작품                  |
| ---------------------------------- | --------------------------- | -------------------------- |
| 250회: 여느 날의 실종 (1989.04.30) | 251회: 그 얼굴 (1989.05.14) | 252회: 간주곡 (1989.05.21) |